# Roman Lentner
Roman Lentner,  né le 15 décembre 1937 à Świętochłowice en Pologne et mort le 15 mars 2023 à Berlin en Allemagne, est un footballeur international polonais évoluant au poste d'attaquant, reconverti entraîneur.

## Biographie

### Carrière de joueur

#### En club
Né à Świętochłowice, Roman Lentner commence le football au Czarni Chropaczów où il évolue entre 1947-1953. Après trois ans au LZS Karlino, il rejoue une saison avec son premier club. En 1956, il devient joueur du Górnik Zabrze. Avec ce club, il remporte huit fois le titre de champion de Pologne et trois fois la Coupe de Pologne. Il est en 1969-1970 joueur du GKS Wesoła.
En 1967, lors d'un match de Górnik contre le GKS Zagłębie Sosnowiec, il inscrit un but dès la sixième seconde de jeu. Il met fin à sa carrière de footballeur à l'âge de 31 ans en raison d'une fracture à la jambe gauche,.
Joueur gaucher, son poste de prédilection est ailier.

#### En sélection
Lentner intègre l'équipe nationale en 1957. Sa première sélection a lieu le 19 mai 1957 contre la Turquie en amical, qui se solde par une défaite polonaise 0-1. Il fait partie de la sélection polonaise qualifiée pour les Jeux olympiques de 1960 disputés à Rome. Lentner dispute deux rencontres durant ce tournoi. Sa dernière sélection se déroule le 18 mai 1966 contre la Suède qui se termine par nul 1-1. Il dispute avec sa sélection 30 rencontres pour 7 buts inscrits ainsi que deux rencontres avec la sélection olympique.

### Après-carrière
Après sa carrière de joueur, Lentner devient entraîneur. Il travaille auprès de jeunes du Górnik Zabrze puis au Carbochem Gliwice et au Walka Makoszowy. Récipiendaire de la Croix du Mérite, Lentner quitte la Pologne en 1988 et s'installe à Berlin en Allemagne. Subissant deux crises cardiaques à la fin de sa vie, il meurt dans cette ville le 15 mars 2023,.

## Palmarès
Avec le Górnik Zabrze, Roman Lentner est champion de Pologne en 1957, 1959, 1961, 1962-1963, 1963-1964, 1964-1965, 1965-1966 et 1966-1967. Il remporte également la Coupe de Pologne en 1965, 1968 et 1969.